# Liste der Bodendenkmäler in Sulzfeld (im Grabfeld)
Auf dieser Seite sind die Bodendenkmäler in der unterfränkischen Gemeinde Sulzfeld zusammengestellt. Diese Tabelle ist eine Teilliste der Liste der Bodendenkmäler in Bayern. Grundlage ist die Bayerische Denkmalliste, die auf Basis des Bayerischen Denkmalschutzgesetzes vom 1. Oktober 1973 erstmals erstellt wurde und seither durch das Bayerische Landesamt für Denkmalpflege geführt wird. Die folgenden Angaben ersetzen nicht die rechtsverbindliche Auskunft der Denkmalschutzbehörde.

## Bodendenkmäler der Gemeinde Sulzfeld

### Bodendenkmäler in der Gemarkung Kleinbardorf
| Lage                             | Objekt | Akten-Nr.     | Bild |
| -------------------------------- | --- | ------------- | ---- |
| Kleinbardorf (Standort)          | Höhensiedlung der Linearbandkeramik, der Michelsberger Kultur, der Bernburger Kultur, der Bronzezeit, der Urnenfelderzeit, der Hallstattzeit, der frühen Latènezeit, der jüngeren Latènezeit und der römischen Kaiserzeit auf dem Judenhügel sowie frühmittelalterliche Befestigungsanlage Schwedenschanze wohl mit Vorgängeranlagen vorgeschichtlicher Zeitstellung. | D-6-5728-0031 |      |
| Kleinbardorf (Standort)          | Siedlung der Linearbandkeramik und Bestattungsplatz des frühen Mittelalters. | D-6-5728-0033 |      |
| Kleinbardorf (Standort)          | Siedlung der Hallstattzeit und der frühen Latènezeit. | D-6-5728-0035 |      |
| Kleinbardorf (Standort)          | Siedlung und Bestattungsplatz der Hallstattzeit. | D-6-5728-0053 |      |
| Kleinbardorf (Standort)          | Bestattungsplatz der Hallstattzeit sowie archäologische Befunde des Mittelalters und der frühen Neuzeit im Bereich der Katholischen Pfarrkirche St. Ägidius von Kleinbardorf. | D-6-5728-0065 |      |
| Kleinbardorf (Standort)          | Siedlung der römischen Kaiserzeit und des frühen Mittelalters. | D-6-5728-0070 |      |
| Kleinbardorf (Standort)          | Archäologische Befunde des Mittelalters und der frühen Neuzeit im Bereich des Wasserschlosses in Kleinbardorf. | D-6-5728-0126 |      |
| Kleinbardorf (Standort)          | Archäologische Befunde im Bereich des neuzeitlichen jüdischen Friedhofs auf dem Judenhügel bei Kleinbardorf. | D-6-5728-0132 |      |
| Kleinbardorf Sulzfeld (Standort) | Siedlung des Mittelneolithikums. | D-6-5728-0139 |      |

### Bodendenkmäler in der Gemarkung Leinach
| Lage               | Objekt | Akten-Nr.     | Bild |
| ------------------ | --- | ------------- | ---- |
| Leinach (Standort) | Archäologische Befunde der frühen Neuzeit im Bereich der Katholischen Filialkirche St. Wenzeslaus von Leinach. | D-6-5728-0129 |      |

### Bodendenkmäler in der Gemarkung Sulzfelder Forst
| Lage                        | Objekt                                  | Akten-Nr.     | Bild |
| --------------------------- | --------------------------------------- | ------------- | ---- |
| Sulzfelder Forst (Standort) | Mittelalterliche Hofwüstung Baunachhof. | D-6-5728-0080 |      |

### Bodendenkmäler in der Gemarkung Sulzfeld
| Lage                | Objekt | Akten-Nr.     | Bild |
| ------------------- | --- | ------------- | ---- |
| Sulzfeld (Standort) | Siedlung der Linearbandkeramik und des Mittelneolithikums. | D-6-5728-0023 |      |
| Sulzfeld (Standort) | Mittelalterlicher Turmhügel. | D-6-5728-0025 |      |
| Sulzfeld (Standort) | Freilandstation des Mesolithikums und Siedlung der Linearbandkeramik.                                                                                         | D-6-5728-0026 |      |
| Sulzfeld (Standort) | Siedlung der Linearbandkeramik und des jüngeren Neolithikums.                                                                                                 | D-6-5728-0027 |      |
| Sulzfeld (Standort) | Archäologische Befunde des Mittelalters und der frühen Neuzeit im Bereich der Katholischen Pfarrkirche St. Bartholomäus von Sulzfeld mit ummauertem Kirchhof. | D-6-5728-0030 |      |
| Sulzfeld (Standort) | Siedlung der jüngeren römischen Kaiserzeit, der Völkerwanderungszeit und der Merowingerzeit.                                                                  | D-6-5728-0057 |      |
| Sulzfeld (Standort) | Freilandstation des Mesolithikums. | D-6-5728-0062 |      |
| Sulzfeld (Standort) | Archäologische Befunde des Mittelalters und der frühen Neuzeit im Bereich des Schlosses in Sulzfeld.                                                          | D-6-5728-0118 |      |
| Sulzfeld (Standort) | Archäologische Befunde des Mittelalters und der frühen Neuzeit im Bereich des ehemaligen Klosterhofes Johanneshof mit Kapelle.                                | D-6-5728-0119 |      |

### Bodendenkmäler in der Gemarkung
| Lage                | Objekt | Akten-Nr.     | Bild |
| ------------------- | ------ | ------------- | ---- |
| Sulzfeld (Standort) |        | D-6-5728-0140 |      |
| Sulzfeld (Standort) |        | D-6-5728-0141 |      |